# Jean Hyppolite
Pour les articles homonymes, voir Hippolyte.
 (août 2013).
Si vous disposez d'ouvrages ou d'articles de référence ou si vous connaissez des sites web de qualité traitant du thème abordé ici, merci de compléter l'article en donnant les références utiles à sa vérifiabilité et en les liant à la section « Notes et références ».
Jean Hyppolite, né le 8 janvier 1907 à Jonzac et mort le 28 octobre 1968 à Paris 15e, est un philosophe français, spécialiste de Hegel ; il a été professeur au Collège de France après avoir dirigé l'École normale supérieure de la rue d'Ulm.
Successeur de Martial Guéroult au Collège de France et  proche ami de Maurice Merleau-Ponty, il a été un pédagogue renommé, célébré par ses élèves, dont Gilles Deleuze, Jacques Derrida, Gérard Granel ou Étienne Balibar, ainsi que Michel Foucault, son successeur au Collège de France.

## Biographie
Jean Hyppolite entre à l'École normale supérieure en même temps que Jean-Paul Sartre, Georges Canguilhem et Raymond Aron. Il est reçu 3e à l'agrégation de philosophie en 1929, terminant derrière Sartre et Simone de Beauvoir et devant Paul Nizan.
Il assiste, avec plusieurs autres intellectuels, aux cours d'Alexandre Kojève sur la Phénoménologie de l'esprit de Hegel à l'École pratique des hautes études, qui ont lieu de 1933 à 1939. Pourtant, sa propre interprétation de la pensée hégélienne se distingue de celle de Kojève par sa résistance à la tendance humaniste de celle-ci.
Professeur au lycée Henri-IV, il est ensuite professeur à l'Université de Strasbourg, aux côtés de Georges Canguilhem, puis à la Sorbonne avant de devenir directeur de l'École normale supérieure (Ulm) en 1954, fonction qu'il exerce pendant neuf années tout en poursuivant ses activités d'enseignement. En 1963, il est élu au Collège de France, en tant que titulaire de la Chaire d'histoire de la pensée philosophique, succédant à Martial Guéroult qui était titulaire de la chaire d'histoire des systèmes philosophiques. Les deux volumes Figures de la pensée philosophiques rassemblent ainsi divers textes d'histoire de la philosophie, portant sur Platon, Descartes, Fichte, Hegel, Feuerbach, Marx, Freud, Bergson, Husserl, Alain, Jaspers, Heidegger, Bachelard, Merleau-Ponty et Sartre.

## Un historien de la pensée philosophique
Comme nombre de ses contemporains, il s'intéressait beaucoup à l'existentialisme et à la phénoménologie, ainsi qu'au structuralisme et au marxisme. Par ailleurs, sa leçon inaugurale au Collège de France fait état de son intérêt pour la spécificité de la philosophie par rapport à l'histoire et aux sciences, explorant notamment le concept d'une vérité philosophique distincte des vérités scientifiques, à partir du constat qu'un système philosophique ancien ne se laisse pas dépasser par les philosophies plus nouvelles. Il s'interroge également, après Husserl et Heidegger, sur ce que signifie faire de la philosophie après Hegel, dernier auteur d'un système philosophique : s'il accepte, à la rigueur, l'idée heideggérienne d'une « fin de la métaphysique », il considère que la philosophie continue à jouer son rôle, bien que celui-ci soit modifié, notamment en raison du progrès scientifique. Pour lui, la philosophie se caractérise à la fois par une exigence de cohérence, visiblement à l'œuvre dans l'analyse des démonstrations effectuées par les auteurs de systèmes philosophiques, et par l'exigence de rendre compte de l'expérience vécue. La première exigence distingue la philosophie de l'art, la seconde des sciences. Cette démarche est illustrée, par exemple, par le fait de publier la traduction de la Phénoménologie de l'esprit avant d'en proposer le commentaire. Canguilhem écrivait ainsi :

« Quoi de plus simple – mais quelle singularité à l’époque -, que cette déclaration dans la Préface à la traduction de la Phénoménologie de l’esprit : « C’est en préparant un travail d’ensemble sur la Phénoménologie que nous avons été conduit à rédiger cette traduction. » Hyppolite traduit le texte qu’il entend commenter, en publie la traduction avant le commentaire, met n’importe qui en mesure de confronter le commentaire au texte. La probité, en philosophie comme ailleurs, consiste à exposer sa preuve à l’improbation éventuelle. »

À l'instar de Guéroult, Jean Hyppolite est l'une des principales figures de la tradition française d'histoire de la philosophie, qui considère que celle-ci fait partie de la philosophie elle-même. C'est d'ailleurs, selon lui, l'un des enseignements d'Hegel, qui a voulu récapituler dans son système l'ensemble de l'histoire de la pensée philosophique. Sa conception de l'histoire de la philosophie est pour autant complexe, comme l'indique le titulé de sa chaire au Collège de France, ce que rappelle Michel Foucault:

« Historien de la philosophie, ce n’est pas ainsi qu’il se définissait lui-même. Plus volontiers, plus exactement, il parlait d’une histoire de la pensée philosophique. Dans cette différence se logeaient sans doute la singularité et l’ampleur de son entreprise. »

## Traducteur de Hegel
Jean Hyppolite reste célèbre pour son travail sur Hegel et, de façon plus générale, pour ses travaux d'histoire de la philosophie (ou : de la pensée philosophique). Il a écrit la première traduction française de la Phénoménologie de l'esprit et publié un grand commentaire de cet ouvrage, intitulé Genèse et structure de la Phénoménologie de l'esprit de Hegel (Paris, Aubier-Montaigne, 1946). Parmi ses remarquables ouvrages sur l'hégélianisme, figurent son Introduction à la philosophie de l'histoire de Hegel et Logique et Existence. 
Sa connaissance intime de Hegel n'allait pas de pair avec un hégélianisme, comme chez Kojève : à plusieurs reprises, Hyppolite prenait ses distances soit avec la dialectique hégélienne soit avec son projet systématique, affirmant ainsi, par exemple, dans ses travaux sur Fichte que celui-ci était plus actuel qu'Hegel, en raison de l'ouverture et de l'actualité des problèmes qu'il a posés.
À propos de sa traduction de la Phénoménologie de l'esprit, Alain Badiou remarque :

« J'ai été extraordinairement frappé par une observation que m'a faite une fois un de mes traducteurs en allemand, Jürgen Brankel, un philosophe de Hambourg, qui m'a déclaré qu'il était passionné par la traduction française de la Phénoménologie de l'esprit par Jean Hyppolite, infiniment plus que par le livre de Hegel. Il considérait qu'en réalité, le livre de Hegel en allemand était un livre passablement informe, brouillé, un typique livre de jeunesse, disait-il, et que Hyppolite en avait fait un véritable monument, tout à fait nouveau et que, en vérité, il fallait distinguer tout à fait la Phénoménologie de l'esprit de Hegel et la traduction de la Phénoménologie de l'esprit par Hyppolite, qui était un livre de plein exercice dans lequel selon lui la philosophie allemande devait immédiatement et impérativement puiser. »

## Hommages
Le lycée de Jonzac porte son nom.
Robert Lapoujade a peint un portrait de Jean Hyppolite.
Michel Foucault lui a rendu hommage dans sa leçon inaugurale au Collège de France :
« Hyppolite avait pris soin de donner une présence à cette grande ombre un peu fantomatique de Hegel qui rôdait depuis le XIXe siècle et avec laquelle obscurément on se battait. C'est par une traduction, celle de la Phénoménologie de l'esprit, qu'il avait donné à Hegel cette présence ; et que Hegel lui-même est bien présent en ce texte français, la preuve en est qu'il est arrivé aux Allemands de le consulter pour mieux comprendre ce qui, un instant au moins, en devenait la version allemande. »
Jean d'Ormesson, qui l'a connu en hypokhâgne au lycée Henri-IV, lui rend hommage à sa manière habituelle : 
« La foudre me tomba dessus avec Jean Hyppolite. Je dois à la vérité d'avouer […] que je ne comprenais presque rien à ce qu'il nous racontait. Jean Hyppolite était un spécialiste de Hegel. »
Gilles Deleuze lui consacre Empirisme et subjectivité, monographie sur David Hume.

## Publications
- 1946 Genèse et structure de la « Phénoménologie de l'esprit » de Hegel (republié en 2022 pour les éditions Garnier, éd. de G. Bianco).
- 1948 Introduction à la philosophie de l'histoire de Hegel.
- 1953 Logique et existence : essai sur la logique de Hegel.
- 1955 Études sur Marx et Hegel.
- 1963 Sens et existence dans la philosophie de Maurice Merleau-Ponty.
- 1966 Commentaire parlé sur la Verneinung de Freud. in Ecrits de Jacques Lacan (Seuil) p.879
- 1970 Hegel et la pensée moderne : séminaire sur Hegel dirigé par Jean Hyppolite au Collège de France (1967-1968), textes publiés sous la direction de Jacques d'Hondt.
- 1971 Figures de la pensée philosophique.
- 2024 Charles Péguy. Quatre conférences (éd. G. Bianco, Garnier, 2024, publication posthume de cours donnés en 1954).

### Traductions
- Hegel, La Phénoménologie de l'esprit, Paris, Aubier, 1939.

## Interviews
- Le 28 juin 1966, a été enregistrée une émission consacrée au langage « De l'extension de la notion de langage et des concepts linguistiques » avec Pierre Bourdieu, Jean Hyppolite, Georges Mounin et Jean Laplanche. Elle est présentée par Dina Dreyfus et Alain Badiou.